# Культурный центр Харстада
Культурный центр Харстада (норв. Harstad Kulturhus) — культурный центр в Харстаде, фюльке Тромс, Норвегия. В центре размещается Армейский музыкальный корпус (норв. Hærens musikkorps), часть помещений используется для проведения фестиваля Северной Норвегии. В здании также расположен отель Clarion Collection Hotel Arcticus и городская библиотека.
Культурный центр был открыт 19 июня 1992 году королем Харальдом V. На момент открытия это был крупнейший культурный центр Северной Норвегии. Площадь здания составляет 12 000 м² и представляет собой комбинацию новых зданий и старых производственных площадей (бывшей мясной фабрики Brødr. Bothner A/S). Большой зал рассчитан на 1000 мест, сцена позволяет проводить оперные спектакли, размещение симфонических оркестров и другие крупные постановки. Большой зал известен как один из лучших концертных залов Северной Норвегии. В Малом зале оборудован амфитеатр на 153 места, в дополнение к галерее на 50 мест. Фойе на 2 и 3 этажах также используются для проведения небольших концертов и мероприятий.
С 1 июня 2019 года новым директором назначен Петер Тулиниус Краруп (норв. Peter Tulinius Krarup).